# Fur-Birsskär
Fur-Birsskär är en ö nära Stenskär i Nagu,  Finland.   Den ligger i Pargas stad i den ekonomiska regionen  Åboland  och landskapet Egentliga Finland. Ön ligger omkring 5 kilometer sydost om Stenskär, omkring 20 kilometer sydost om Nagu kyrka,  47 kilometer söder om Åbo och 160 km väster om Helsingfors. Närmaste allmänna förbindelse är förbindelsebryggan vid Stenskär som trafikeras av M/S Nordep och M/S Cheri. Arean är 0,12 kvadratkilometer.
Terrängen på Fur-Birsskär är mycket platt. Öns högsta punkt är 19 meter över havet. Den sträcker sig 0,6 kilometer i nord-sydlig riktning, och 0,5 kilometer i öst-västlig riktning.